# Peacock (2010)
Peacock is een Amerikaanse psychologische dramafilm uit 2010 onder regie van Michael Lander, die het verhaal zelf schreef samen met Ryan O Roy.

## Verhaal
De extreem introverte, contactgestoorde John Skillpa (Cillian Murphy) woont tevreden in zijn eentje in een huis in het (fictieve) plaatsje Peacock in Nebraska. De plaatselijke bevolking daar kent hem sinds hij er als kleine jongen opgroeide. Wat ze niet weten, is dat John als gevolg van een traumatische jeugd een gespleten persoonlijkheid heeft ontwikkeld. Elke dag voor hij als John naar zijn werk gaat op het kantoor van Edmund French (Bill Pullman) en nadat hij 's avonds thuiskomt, gaat hij door het leven als Emma, Johns vriendin. John 'ontmoette' haar een jaar geleden, op de dag dat zijn moeder stierf. Sindsdien 'woont Emma bij hem' zonder dat iemand in Peacock dat weet.
Wanneer 'Emma' op een morgen de was ophangt in de tuin ontspoort er een wagon van een goederentrein. Die ramt zich door Johns tuinhek, waarna 'Emma' bewusteloos gevonden wordt door de buurtbewoners. Zij zien geen van allen dat het John zelf is. Fanny Crill (Susan Sarandon) is de vrouw van de burgemeester (Keith Carradine) en wil Emma meteen opnemen in haar vrouwenbelangengroep. Vanaf het moment dat haar bestaan bekend wordt, moet 'Emma' daarom ook een leven gaan leiden buiten Johns huis. 'Emma' heeft alleen heel andere behoeftes en meningen dan John, waardoor haar interacties met andere Peacockers hem regelmatig enorm frustreren wanneer hij weer zijn mannelijke zelf is. John heeft namelijk geen idee wat Emma doet en denkt wanneer hij haar is en vice versa. John weet zelfs niet dat hij zelf het ontbijt maakt dat Emma schijnbaar iedere morgen voor hem klaarzet. 'Emma' gaat in tegenstelling tot John niet iedereen zo veel mogelijk uit de weg. Zij krijgt vriendschappelijke betrekkingen met verschillende andere Peacockers.
Emma's nieuwe leven buiten het huis zorgt er ook voor dat John weer geconfronteerd wordt met de spoken uit zijn jeugd wanneer parttime prostituee Maggie (Ellen Page) bij 'haar' aanklopt. Johns moeder dwong hem jaren daarvoor om seks met haar te hebben. Zonder dat John dat wist kwam daar Maggies - en zijn - inmiddels tweejarige zoontje Jake (Flynn Milligan) uit voort. Maggie heeft zich jaren aan de afspraak gehouden dit niet aan John te vertellen. In ruil daarvoor stuurde Johns moeder haar geld om voor Jake te kunnen zorgen. Maggie krijgt alleen al een jaar geen geld meer - ze weet niet dat Johns moeder is overleden - en komt vragen om financiële hulp, zodat ze elders kan proberen een beter bestaan op te bouwen. 'Emma' wil Maggie niettemin graag in Peacock houden en haar zelf helpen. Als John over Maggie en Jake te weten komt, wil hij ze juist zo snel mogelijk weg uit Peacock hebben. Johns persoonlijkheden beginnen langzaam door elkaar te lopen en hun acties op steeds onmogelijker wijze te conflicteren. Daarom besluit hij een van zijn persoonlijkheden te laten verdwijnen. Bovendien vreest hij op zijn beurt Jake te traumatiseren als die bij hem in de buurt blijft.

## Rolverdeling
| - Cillian Murphy - John / Emma Skillpa - Ellen Page - Maggie - Susan Sarandon - Fanny Crill - Josh Lucas - Officier Tom McGonigle - Bill Pullman - Edmund French - Graham Beckel - Connor Black - Keith Carradine - Burgemeester Ray Crill - Eden Bodnar - Louise Sternberg - Chris Carlson - Neil - Flynn Milligan - Jake | - Virginia Newcomb - Doris - Jaimi Paige - Wanda - Nathan Christopher - Cal - Richard Latch - Mack - Tate Hustedt - Brian Sternberg - Tory Schaefer - Will - Craig Michael - Ron Sternberg - Peter Gregory Thomson - Senator Wyatt - Paul Cram - Kenny - Emily Dooley - Glenda |